# Mustafa Sejmenović
Mustafa Sejmenović (Yverdon-les-Bains, 3 gennaio 1986) è un allenatore di calcio ed ex calciatore svizzero naturalizzato bosniaco, di ruolo difensore.

## Caratteristiche tecniche
È un difensore centrale.

## Carriera
Ha esordito in Super League il 21 luglio 2018 disputando con la maglia del Neuchâtel Xamax l'incontro vinto 2-0 contro il Lucerna.